# Wojnarowice
Wojnarowice (niem. Wernersdorf) – wieś położona w województwie dolnośląskim, w powiecie wrocławskim, w gminie Sobótka.
W latach 1975–1998 miejscowość należała administracyjnie do województwa wrocławskiego.

## Zabytki
Do wojewódzkiego rejestru zabytków wpisane są:
- kościół filialny pw. Wniebowzięcia Najświętszej Marii Panny, z początku XVI w., 1851 r.
- park pałacowy, z końca XIX w.